# Masaaki Murakami
Masaaki Murakami (jap. 村上 昌謙, Murakami Masaaki; * 7. August 1992 in der Präfektur Shiga) ist ein japanischer Fußballspieler.

## Karriere
Masaaki Murakami erlernte das Fußballspielen in der Schulmannschaft der Kusatsu Higashi High School sowie in der Universitätsmannschaft der Osaka University of Health and Sport Sciences. Seinen ersten Vertrag unterschrieb der Torwart beim Renofa Yamaguchi FC. Der Verein aus Yamaguchi, einer Großstadt in der Präfektur Yamaguchi auf Honshū, der Hauptinsel Japans, spielte in der dritten Liga des Landes, der J3 League. Ende 2015 wurde er mit dem Klub Meister der J3 und stieg in die zweite Liga auf. 2019 wurde er an den Ligakonkurrenten Mito Hollyhock ausgeliehen. Für den Verein aus Mito stand er sechsmal in der J2 League im Tor. 2020 verließ er Yamaguchi und schloss sich dem ebenfalls in der zweiten Liga spielenden Avispa Fukuoka aus Fukuoka an. Ende 2020 wurde er mit dem Verein Vizemeister und stieg in die erste Liga auf.

## Erfolge
Renofa Yamaguchi FC
- Japanischer Drittligameister: 2015  ▲

Avispa Fukuoka
- Japanischer Zweitligavizemeister: 2020  ▲